# Matthieu Rosset
Matthieu Rosset (* 26. Mai 1990 in Lyon) ist ein französischer Wasserspringer. Er startet in den Disziplinen 1-m- und 3-m-Kunstspringen sowie im 3-m-Synchronspringen.
Rosset konnte bei den Europameisterschaften 2010 in Budapest mit Bronze im Teamwettbewerb seine erste internationale Medaille gewinnen. Bei den folgenden Europameisterschaften in Turin gewann er vom 1-m-Brett mit Bronze seine erste Einzelmedaille. Zusammen mit Audrey Labeau gewann er außerdem Silber im Team und mit Damien Cély Bronze im 3-m-Synchronspringen.
2009 nahm Rosset erstmals an den Weltmeisterschaften in Rom teil, schied jedoch im Vorkampf aus. Zwei Jahre später, bei den Weltmeisterschaften in Shanghai, erreichte er mit Cély das Finale im 3-m-Synchronspringen und wurde Achter. Im Einzel vom 3-m-Brett verbuchte er mit Rang sieben sein bestes WM-Einzelresultat.